# شركة أسكي
شركة أسكي (بالإنجليزية: ASCII Corporation‎؛ باليابانية: 株式会社アスキー) ، كابوشيكي غيشا أسكي، كانت شركة ألعاب فيديو يابانية، أسست سنة 1977. كانَ يقعُ مقرُها في مدينة تشيودا بطوكيو. صارت بعدها إحدى الشركات التابعة لمجموعة كادوكاوا دوانغو القابضة في عام 2004، واندمجت معَ ميديا وركس (بالإنجليزية: MediaWorks)‏ التی تعتبرُ شرکة أخرى تابعة كادوكاوا دوانغو في 1 أبريل 2008، ثمَ أصبحت الآن آسكي ميديا وركس.

## وصلة خارجية
- موقع شركة أسكي(باليابانية)
- الموقع القديم على واي باك مشين (باليابانية)